# Zenobia d'Armenia
Zenobia d'Armenia (in georgiano ზენობია?; in armeno Զենոբիա?; fl. I secolo) è stata una principessa georgiana della dinastia farnabazide e regina di Armenia dal 51 al 55, con un'interruzione nel 53-54.

## Biografia
Zenobia era la figlia del re d'Armenia Mitridate e di sua moglie, che era la figlia del re Farasmane I di Iberia. Zenobia sposò poi Radamisto, il figlio di Farasmane d'Iberia. Il padre Mitridate regnò sull'Armenia finché questa non venne invasa da Radamisto: Radamisto uccise Mitridate ed il resto della famiglia di Zenobia, inclusa la madre di quest'ultima, che era sua sorella. Nel 51 d.C. Radamisto divenne re dell'Armenia e Zenobia divenne la regina consorte. Nel 53 d.C., tuttavia, gli armeni si ribellarono sotto la guida di Tiridate I e costrinsero i due alla fuga in Iberia. Zenobia era incinta ma chiese di essere uccisa così da non poter morire in schiavitù. Allora Radamisto, ammirando il suo eroismo e temendo che qualcuno avrebbe potuto impossessarsi di lei, decise di accontentarla e la pugnalò con una scimitarra; dopodiché la trascinò sulla sponda del fiume Arasse e la lasciò alle correnti del fiume. Tuttavia Zenobia venne ritrovata da un gruppo di pastori e venne curata, riuscendo così a salvarsi, secondo la testimonianza di Tacito. I pastori portarono Zenobia nella città di Artassata (odierna Artašat) presso Tiridate, il quale decise di trattarla con tutti gli onori di una regina. In seguito Zenobia partorì il suo figlio. La sua data di morte è sconosciuta, ma nel 58 d.C. il marito Radamisto venne condannato a morte dal padre Farasmane.

## Nell'arte

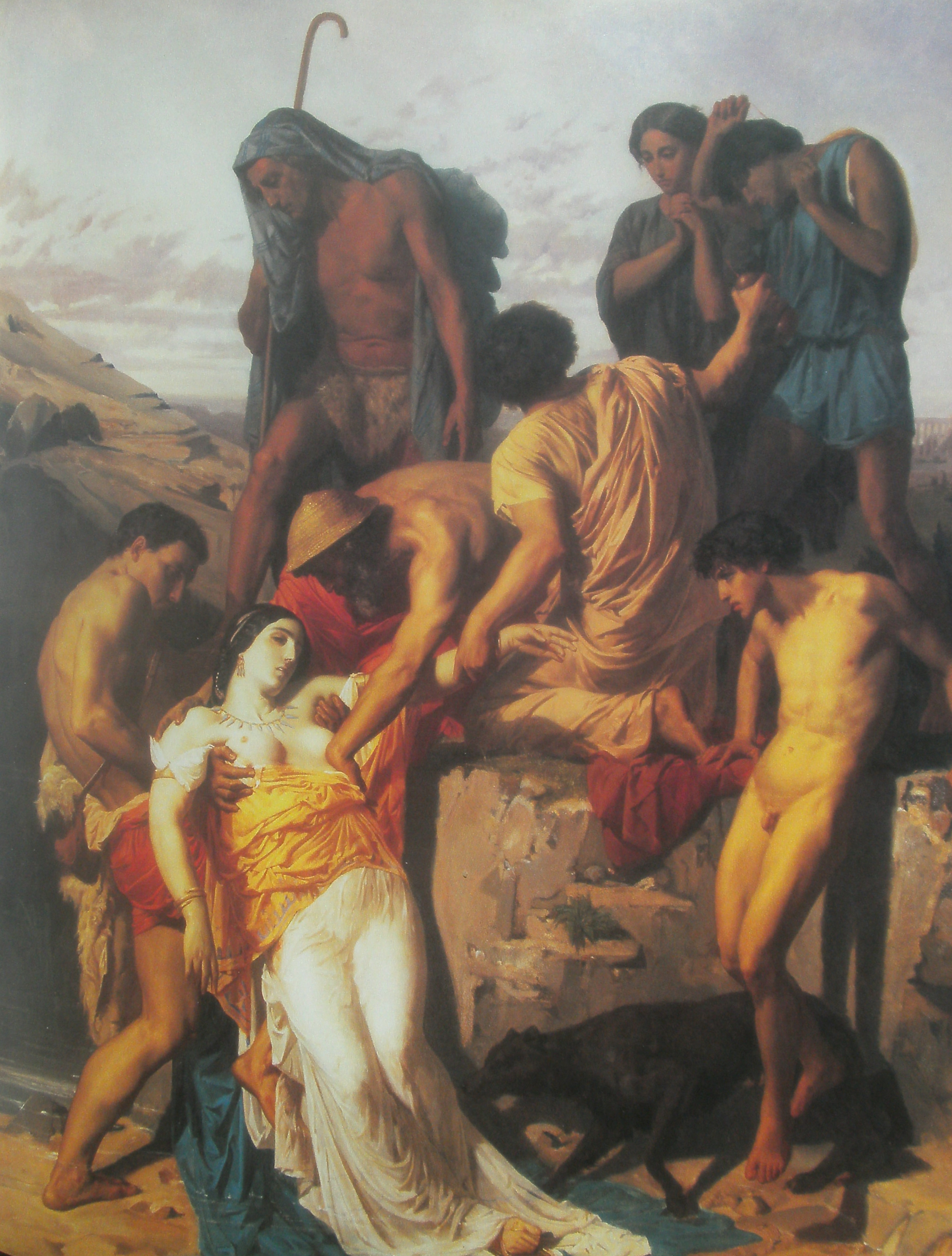
Zenobia trovata dai pastori sulle rive del fiume Arasse (1850) di William-Adolphe Bouguereau.

- Nel 1698 il compositore Tomaso Albinoni mise in scena l'opera Radamisto, su libretto di Antonio Marchi. Si tratta dell'unica opera albinoniana della quale sia rimasta la partitura completa.
- Nel 1720 il compositore Georg Friederich Händel mise in scena l'opera Radamisto, su libretto di Nicola Francesco Haym. Il soprano Anastasia Robinson interpretò il ruolo di Zenobia durante la prima rappresentazione del 27 aprile 1720.
- Il librettista Domenico Lalli scrisse un libretto d'opera chiamato L'amor tirannico, o Zenobia.
- Pietro Metastasio scrisse un libretto intitolato Zenobia, che venne musicato da Giovanni Bononcini nel 1737 e da Johann Adolf Hasse nel 1761.[1]
- Molti pittori hanno rappresentato l'abbandono di Zenobia presso il fiume Arasse ed il suo ritrovamento da parte dei pastori.[2] Tra questi si citano William-Adolphe Bouguereau, Paul Baudry, Niccolò Pussino,[3] Francesco Nenci[4] e Luigi Sabatelli.